# Ophiocytium
Ophiocytium је род који припада традиционалној класи Xanthococcophyceae у оквиру раздела (групе) жутозелених алги.

## Карактеристике
је једноћелијска алга. Ћелије су цилиндричног облика и мање или више савијене, кокоидног ступња морфолошке организације. Дужине су до 3 mm. На једном или оба краја ћелије најчешће се налази израштај.